# Фридрих Карл фон Зекендорф
Фридрих Карл фон Зекендорф (на немски: Friedrich Carl Freiherr von Seckendorff; * 16 август 1736 в Ерланген; † 25 май 1796 във Вайнгартсгройт, част от Вахенрот в Бавария) е фрайхер от франкския род фон Зекендорф от линията „Абердар“, която и днес е успешна.
Той е най-големият син (от 14 деца) на фрайхер Йохан Вилхелм Фридрих фон Зекендорф Абердар (1708 – 1770) и съпругата му София Фридерика Хенриета фон Люхау (1715 – 1800). Внук е на фрайхер Кристоф Фридрих фон Зекендорф (1679 – 1759) и Фридерика Вилхелмина маршалка фон Ебнет (1685 – 1737). Дядо му Кристоф Фридрих фон Зекендорф получва след смъртта на Георг Кристиан Маршалк фон Ебнет през 1728 г. рицарското имение Вайнгартсгройт.
Линията Абердар е издигната на 5 септември 1706 г. на имперски фрайхерен, а на 6 ноември 1810 г. на графове.

## Фамилия
Фридрих Карл фон Зекендорф се жени за Йохана Вилхелмина Шарлота фон Зекендорф Абердар (* 6 април 1742, Ансбах; † 6 август 1766, Ансбах), дъщеря на фрайхер Кристоф Лудвиг фон Зекендорф Абердар (1709 – 1781) и графиня Шарлота Вилхелмина фон Гронсфелд-Дипенброек (1716/1718 – 1799). Те имат пет деца:
- Фридерика Каролина фон Зекендорф Абердар (* 23 юни 1762, Обернцен; † 2 март 1796), омъжена за Фридрих Вилхелм Ернст Кристоф фон Ауфзес (* 5 март 1758; † 19 октомври 1821)
- Лудвиг Фридрих Абердар фон Зекендорф Абердар (* 17 юни 1763; † 7 октомври 1826, Щутгарт), женен за Жозефина Петронила Аделаида фон Васимонт (* 31 май 1768; † 8 юни 1844); имат една дъщеря
- Хенриета София фон Зекендорф Абердар (* 29 юни 1764, Ансбах; † 7 февруари 1850, Зеггерде/Халберщат), омъжена I. на 6 януари/26 октомври 1781 г. за Дитрих Ернст Георг Шпигел фон Пекелсхайм (* 7 февруари 1738; † 3 юли 1789), II. на 24 март 1801 г. за Вернер Адолф Хайнрих Шпигел фон Пекелсхайм (* 21 август 1754; † 21/22 ноември 1828)
- Карл Август фон Зекендорф Абердар (* 18 август 1765; † 22 януари 1766)
- Фердинанд Кристоф фон Зекендорф Абердар (* 6 август 1766; † 22 ноември 1766)

Фридрих Карл фон Зекендорф се жени втори път на 6 юни 1768 г. във Фьолкерсхаузен за графиня Елеонора Елизабета фон Брокдорф (* 8 март 1747, Шнай; † 30 май 1824), дъщеря на граф Лоренц Ернст Фридрих фон Брокдорф (1710 – 1753) и фрайин Магдалена София Агнеза фон Щайн-Остхайм (1729 – 1753). Съпругата му Елеонора Елизабета е по-голяма сестра на графиня София Мария Каролина фон Брокдорф (* 3 юни 1748; † 30 септември 1779), която е първата съпруга на зет му Дитрих Ернст Георг Шпигел фон Пекелсхайм. Те имат 13 деца:
- дъщеря фон Зекендорф Абердар (*/† 22 юли 1769)
- Каролина София фон Зекендорф Абердар (* 8 август 1770, Байройт; † 20 август 1839, Щутгарт), омъжена за Фердинанд Доротеус Фридрих Еберхард фон Масенбах (* 19 октомври 1760; † 30 април 1825)
- София Ернестина фон Зекендорф Абердар (* 3 октомври 1771, Байройт; † 23 декември 1834, Бамбург), омъжена за Ханс Фридрих фон Кюнсберг
- Фридрих Карл Ернст фон Зекендорф Абердар (* 9 януари 1773, Байройт; † 28 май 1805, Орсера, Истрия), неженен
- Жанета Фридерика фон Зекендорф Абердар (* 16 февруари 1774; † 28 януари 1852, Бамберг)
- Карл Александер Зигмунд фон Зекендорф Абердар (* 3 април 1775, Байройт; † 13 май 1838, Щутгарт), женен за Юлия Каролина Хенриета фон Зекендорф Абердар (* 9 ноември 1778; † 28 януари 1837); нямат деца
- Фридерика Вилхелмина фон Зекендорф Абердар (* 12 декември 1777; † 31 декември 1778)
- Георг Фридрих Албрехт Александер фон Зекендорф Абердар (* 11 май 1779, Байройт; † 20 май 1855, Зугенхайм), женен за Мария Анна фон Болес (* 11 септември 1778; † 1 юни 1852), нямат деца
- Фридерика Юлиана фон Зекендорф Абердар (* 28 юли 1780; † 10 юни 1784)
- Ханс Хайнрих Ернст Кристоф фон Зекендорф Абердар (* 24 декември 1781; † 9 януари 1782)
- Фридерике Ханс Хайнрих фон Зекендорф Абердар (* 19 май 1783; † 25 април 1784)
- Юлиана Вилхелмина фон Зекендорф Абердар (* 15 март 1786; † 4 април 1857), омъжена I. за Карл Фридрих фон дер Голтц (* 8 юни 1775; † 13 октомври 1822), II. 1825 г. за фон Блок († 1839)
- Георг фон Зекендорф Абердар (* 11 май 1779; † 20 май 1855, Зугенхайм), женен за Мария Анна Болес (* 11 септември 1779; † 1 юни 1852); имат два сина и една дъщеря